# Лашон Меррітт
Лашон Меррітт  (англ. LaShawn Merritt, 27 червня 1986) — американський легкоатлет, олімпійський чемпіон.

## Виступи на Олімпіадах
| Олімпіада           | Дисципліна              | Місце        |
| ------------------- | ----------------------- | ------------ |
| Пекін 2008          | біг на 400 метрів       | 1            |
| Пекін 2008          | естафета 4 x 400 метрів | 1            |
| Лондон 2012         | біг на 400 метрів       | Не фінішував |
| Ріо-де-Жанейро 2016 | біг на 200 метрів       | 6            |
| Ріо-де-Жанейро 2016 | біг на 400 метрів       | 3            |
| Ріо-де-Жанейро 2016 | естафета 4 x 400 метрів | 1            |